# Roraimaea coccinea
Roraimaea coccinea är en gentianaväxtart som först beskrevs av Julian Alfred Steyermark, Struwe, S.Nilsson och V.A.Albert, och fick sitt nu gällande namn av Struwe, S.Nilsson och V.A.Albert. Roraimaea coccinea ingår i släktet Roraimaea och familjen gentianaväxter. Inga underarter finns listade i Catalogue of Life.